# Chaville

Położenie Chaville w ramach aglomeracji paryskiej

Chaville – miejscowość i gmina we Francji, w regionie Île-de-France, w departamencie Hauts-de-Seine.
Według danych na rok 2012 gminę zamieszkiwały 19 343 osoby, a gęstość zaludnienia wynosiła 5418 osób/km². Wśród 1287 gmin regionu Île-de-France Chaville plasuje się na 782. miejscu pod względem powierzchni.

## Kultura
Z Chaville pochodził zespół muzyki elektronicznej Housse de Racket.

## Miasta partnerskie
- Alsfeld
- Barnet
- Settimo Torinese